# Donald Klein
Donald Franklin Klein (New York, 24 september 1928 - aldaar, 7 augustus 2019) was een Amerikaanse psychiater. 
Tussen 1944 en 1947 studeerde Klein aan Colby College, waar hij in 1947 zijn Bachelor of Arts behaalde. In 1947 en 1948 studeerde hij biologie aan de New York University. Tussen 1948 en 1952 studeerde hij geneeskunde aan SUNY Downstate Medical Center in Brooklyn (New York), wat hij afsloot met het behalen van de titel Doctor of Medicine. In 1952 en 1953 deed hij praktijkervaring op in een algemeen ziekenhuis. In de periodes 1953-1954 en 1956-1958 specialiseerde hij zich tot psychiater in Creedmoor State Hospital in Queens (eveneens een stadsdeel van New York). 
Klein heeft zich binnen de psychiatrie gespecialiseerd in klinische psychofarmacologie, angststoornissen en depressieve stoornissen. Hij is bekend geworden doordat hij de stoornis heeft ontdekt die nu paniekstoornis wordt genoemd. Hij heeft de hypothese ontwikkeld dat de paniekstoornis veroorzaakt wordt door overgevoeligheid voor kooldioxide (veroorzaakt verzuring van het bloed) van een zogenaamde “verstikkingsdetector” in de hersenstam. Hij heeft ook ontdekt dat mensen met een paniekstoornis behandeld kunnen worden met antidepressiva als imipramine. 
Klein was tot 2006 hoogleraar in de psychiatrie aan de Columbia University en wetenschappelijk en geneeskundig directeur van de New York State Psychiatric Institute, waarna hij met emeritaat ging. 
Hij heeft vele erkenningen voor zijn werk ontvangen. Hij is in 2004 onder meer benoemd tot 'Distinguished Life Fellow' door de American Psychiatric Association.  Volgens 'ISI HighlyCited.com' behoort hij tot de meest geciteerde wetenschappers in zijn vakgebied.